# Чехія на Європейських іграх 2015
Чехія на перших Європейських іграх у Баку була представлена 126 атлетами.

## Медалісти
| Медаль | Спортсмен                                        | Спорт                           | Дисципліна                    |
| ------ | ------------------------------------------------ | ------------------------------- | ----------------------------- |
| Срібло | Мартін Фукса                                     | Веслування на байдарках і каное | C1-1000 м (чоловіки)          |
| Срібло | Лукаш Крпалек                                    | Дзюдо                           | До 100 кг (чоловіки)          |
| Бронза | Мартін Фукса                                     | Веслування на байдарках і каное | C1-200 м (чоловіки)           |
| Бронза | Гана Мателова Рената Штрбікова Івета Ваценовська | Настільний теніс                | Жіноча команда                |
| Бронза | Премисл Кубала Ян Хадрава                        | Пляжний волейбол                | Чоловічий турнір              |
| Бронза | Петр Вакоч                                       | Велоспорт                       | Шосейний велоспорт (чоловіки) |
| Бронза | Анета Хладікова                                  | Велоспорт                       | BMX (жінки)                   |